# Домналл мак Муйрекайн

Ирландия в середине IX — начале XI века

Домналл мак Муйрекайн (др.‑ирл. Domnall mac Muirecáin; убит в 884) — король Лейнстера (871—884) из рода Уи Дунлайнге.

## Биография
Домналл был одним из сыновей правителя Лейнстера Муйрекана мак Диарматы, убитого викингами в 863 году. Септ, к которому он принадлежал, назывался Уи Фаэлайн. Резиденция его правителей, известных как короли Айртир Лифи (восточной части долины реки Лиффи), находилась в Нейсе.
В списке правителей из «Лейнстерской книги» упоминается, что Домналл мак Муйрекайн три года владел престолом королевства. В этом историческом источнике он указан как преемник короля Айлиля мак Дунлайнге из септа Уи Муйредайг, погибшего в 871 году. Это позволяет современным историкам относить правление Домналла к 871—884 годам. Преемником Домналла в «Лейнстерской книге» назван его брат Кербалл мак Муйрекайн. Однако эти сведения противоречат данным ирландских анналов, в которых королём Лейнстера в 870 и 875 годах назван Муйредах мак Брайн из септа Уи Дунхада. В «Хронике скоттов» восшествие Домналла на лейнстерский престол упоминается в записях о событиях 880 года. Это может свидетельствовать в пользу более поздней, чем 871 год, даты получения им власти над Лейнстером.
Вероятно, противоречивость свидетельств средневековых источников о преемственности правителей Лейнстера IX века вызвана упадком влияния представителей рода Уи Дунлайнге. Предполагается, что в это время лица, титуловавшие себя королями Лейнстера, не владели властью над всей территорией королевства (например, над Южным Лейнстером, вотчине властителей из рода Уи Хеннселайг). Возможно, этому способствовали как деятельность короля Осрайге Кербалла мак Дунлайнге, стремившегося установить свою гегемонию над Лейнстером, так и существование с 841 года на здешних землях королевства викингов со столицей в Дублине.
Также как и два его предшественника на лейнстерском престоле, короли Дунлайнг мак Муйредайг и Айлиль мак Дунлайнге, Домналл мак Муйрекайн конфликтовал с верховным королём Ирландии Аэдом Финдлиатом. В 874 году войско во главе с верховным королём вторглось в Лейнстер. Аэд, намеревавшийся наложить на лейнстерцев дань, разорил многие области королевства вплоть до Киллаши. В ходе похода были разграблены и сожжены несколько церквей, а также королевская резиденция Домналла в Нейсе. Однако в следующем году возглавляемое Муйредахом мак Брайном лейнстерское войско совершило ответный поход во владения Южных Уи Нейллов, опустошив всё на своём пути вплоть до Слиаб Мондуирна в Бреге. В сообщении «Анналов Инишфаллена» об этом событии Муйредах назван королём Лейнстера.
В 880 году лейнстерские земли опустошил новый верховный король Ирландии Фланн Синна, которому удалось получить от местного правителя заложников. Этим актом король Лейнстера признавал свою подчинённость власти верховного короля.
Домналл мак Муйрекан погиб в 884 году. Он был убит близкими к себе людьми. Новым правителем Лейнстера стал Муйредах мак Брайн.